# مزرعه عشرکار
مزرعه عشرکار، روستایی از توابع بخش مرکزی شهرستان قزوین در استان قزوین و در ایران است.

## جمعیت
این روستا در دهستان اقبال شرقی قرار دارد و براساس سرشماری مرکز آمار ایران در سال ۱۳۸۵، وجود روستا اشاره شده است ولی جمعیت آن گزارش نشده است.